# ولایت توسا

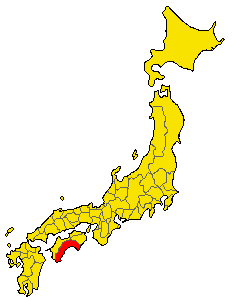
ولایت تُوسا

ولایت تُوسا (به ژاپنی: 土佐国) یکی از نواحی در تقسیم‌بندی کشوری قدیم ژاپن بود که امروز بخشی از استان کوچی در شیکوکوست. ولایت توُسای سابق با ولایت ایو و آوا هم‌مرز بود.